# Garden City (Dakota du Sud)
Pour les articles homonymes, voir Garden City.
Garden City est une municipalité américaine située dans le comté de Clark, dans l'État du Dakota du Sud. Selon le recensement de 2010, elle compte 53 habitants. La municipalité s'étend sur 0,39 milles carrés (1,01 km2).
La ville est fondée en 1889. Les époux Carpenter lui donnent le nom de Garden City (« ville-jardin ») en référence à ses décors pittoresques.

## Démographie
| 1910 | 1920 | 1930 | 1940 | 1950 | 1960 |
| ---- | ---- | ---- | ---- | ---- | ---- |
| 304  | 204  | 257  | 272  | 282  | 226  |

| 1970 | 1980 | 1990 | 2000 | 2010 | - |
| ---- | ---- | ---- | ---- | ---- | - |
| 126  | 104  | 93   | 72   | 53   | - |